# Полова (Прилуцький район)
Полова́ — село в Україні, у Прилуцькому районі Чернігівської області. Входить до складу Сухополов'янської сільської громади. Населення становить 89 осіб.

## Історія
Село входило до 1781 року до полкової сотні Прилуцького полку, а потім до Прилуцького повіту Чернігівського намісництва.
Найдавніше знаходження на мапах 1812 року.
1862 року в селі володарському казенному та козачому Полова була церква та 479 дворів, де жило 1180 осіб.
У 1911 році в селі Полова була церква Різдва Богородиці, церковноприходська школа та жило 1427 осіб.
За даними першого загального перепису населення Російської імперії, що відбувся 1897 року, у Половій мешкала 1441 особа, із них православних — 1423. За статтю жителі розподілялися так: 708 чоловіків і 733 жінки.

## Політика

### Парламентські вибори, 2019
На позачергових парламентських виборах 2019 року у селі функціонувала окрема виборча дільниця № 740636, розташована у приміщенні клубу.
Результати
- зареєстровано 137 виборців, явка 56,93%, найбільше голосів віддано за «Слугу народу» — 26,67%, за Радикальну партію Олега Ляшка — 25,33%, за Всеукраїнське об'єднання «Батьківщина» — 14,67%[8]. В одномандатному окрузі найбільше голосів отримав Сергій Коровченко (самовисування) — 23,29%, за Бориса Приходька (самовисування) — 21,92%, за Дмитра Пахомова (Слуга народу) — 9,59%[9].

## Населення

### Мова
Розподіл населення за рідною мовою за даними перепису 2001 року:
| Мова       | Кількість | Відсоток |
| ---------- | --------- | -------- |
| українська | 208       | 96.74%   |
| російська  | 7         | 3.26%    |
| Усього     | 215       | 100%     |

## Відомі уродженці
- Власенко Іван Олександрович (1904—1992) — педагог, ректор Одеського державного педагогічного інституту імені К. Д. Ушинського.